# Termy rzymskie w Aquae Segetae (Moingt)
Termy rzymskie w Aquae Segetae – (zapisane jako Aquis Segete na Tabuli Peutingeriana), termy położone w starożytnym mieście uzdrowiskowym i źródłowe sanktuarium z czasów wczesnego Cesarstwa Rzymskiego. Od 1992 roku posiada status monument historique, w kategorii classé (zabytek o znaczeniu krajowym).  

## Lokalizacja
Termy są zlokalizowane na terenie dawnej miejscowości Moingt (obecnie część Montbrison). Miejsca tego nie należy mylić z homonimicznym miejscem Aquae Segetae (Aquis Segete), starożytnym galijsko-rzymskim uzdrowiskiem położonym w Sceaux-du-Gâtinais w departamencie Loiret i regionie Centre-Val de Loire.

## Opis
Zgodnie ze stanem badań archeologicznych teren term zajmuje powierzchnię 1488 m², ale mógł osiągnąć 1850 m². Sam budynek term (który później ulegał licznym przekształceniom) ma wydłużony kształt, ma długość 64 m i musiał sięgać w kierunku zachodnim pod Aleą Termalną. Dziś elewacje są na dużej części zabytkowe, szczególnie na elewacji wschodniej i południowej. Podwyższone ściany osiągają wysokość od 6 do 12 m, co jest ewenementem we Francji. Konstrukcje te wydają się pochodzić z I wieku naszej ery. Można rozróżnić dwa stany budowy ze zmianami na dużą skalę. Archeolodzy zidentyfikowali różne pomieszczenia, caldarium oraz część hipokaustum odkryto przed ścianą południową, drugą w piwnicy (wschodnia część budynku). W zakopanych partiach od południa rozpoznano dwa małe baseny w kształcie kwadratu, prawdopodobnie fontannę, w pomieszczeniu od zachodu rury. Południowa fasada budynku była wewnętrzną ścianą starożytnych łaźni: znajdują się tam ślady powłoki (czerwonawej płytki), powszechnie używanej przez Rzymian do uszczelniania łaźni i wnętrz akweduktów. Było tepidarium i frigidarium. Musiała istnieć także podłoga, której zakotwienie stwierdzono na wysokości 7 m. 
Wykopaliska ujawniły na południu obecność rozległego basenu, równoległego do fasady starożytnego budynku, miał on wymiary 42 metry długości i 8 metrów szerokości. 
Fragmenty różnych marmurów oraz elementy kapiteli znalezione w Moingt odzwierciedlają  bogactwo. Thomas Rochigneux mówił w 1885 roku o „wspaniałych kapitelach korynckich gzymsach, fornirowanych marmurach”.

## Historia
Aquae Segetae obecnie Moingt, to starożytne galijsko-rzymskie uzdrowisko z kilkoma zabytkami publicznymi m.in. teatrem. Kompleks termalny prawdopodobnie powstał na w I w n.e. i został opuszczony w III wieku. 
Kaplica Sainte-Eugénie, zbudowana została na fundamentach łaźni termalnych, a także został przebudowany park.  

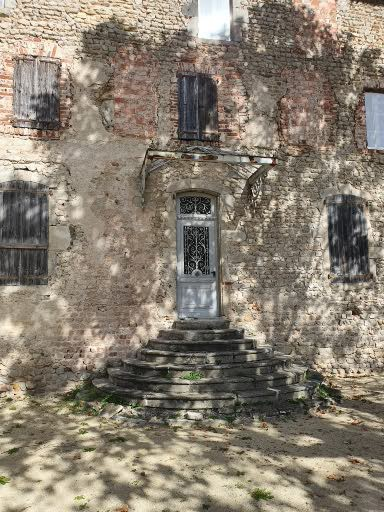
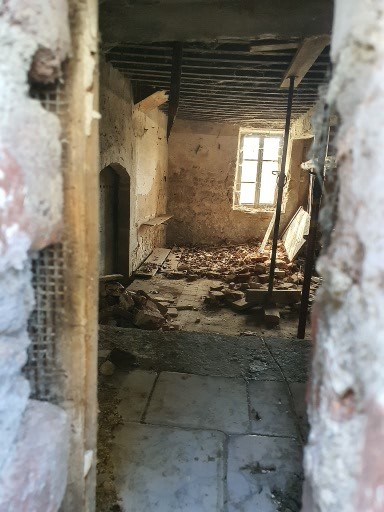
zrujnowane wnętrze
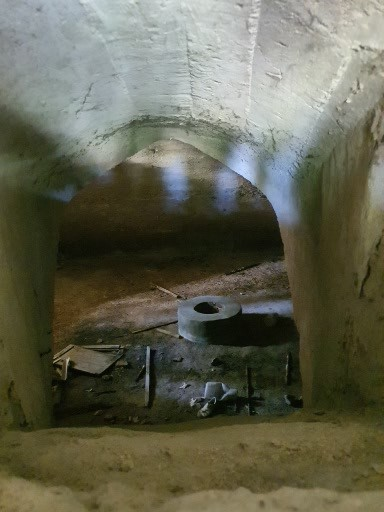
zrujnowane wnętrze
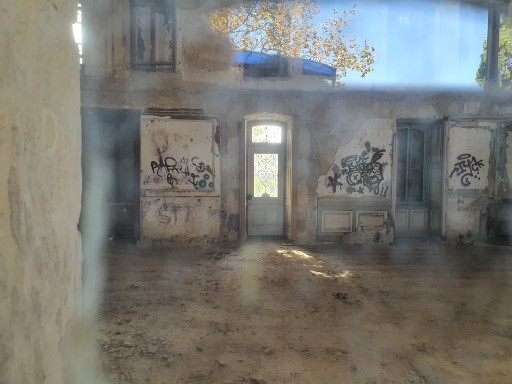
zrujnowane wnętrze
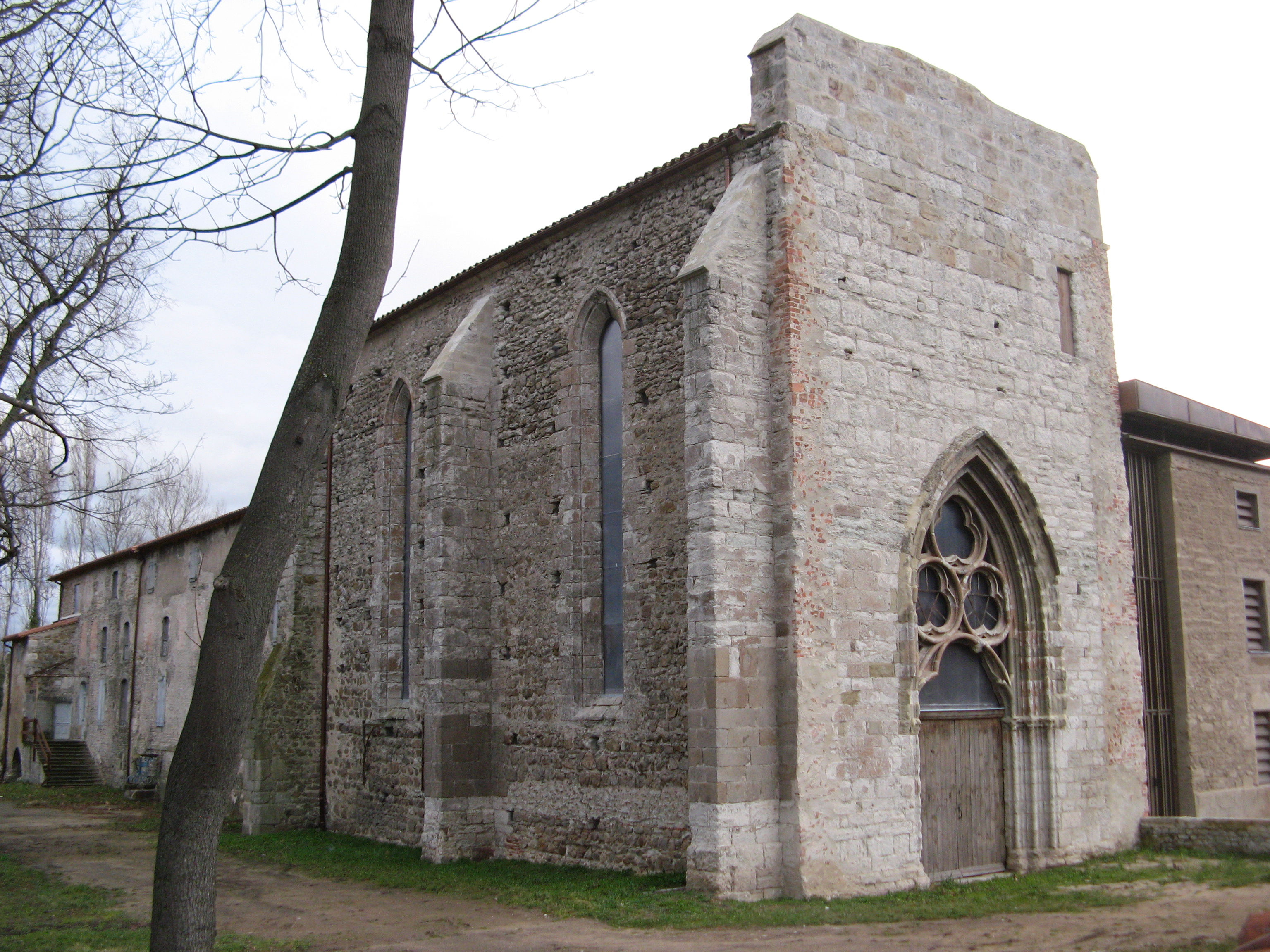
Kaplica Sainte-Eugénie stojąca na fundamentach rzymskich term
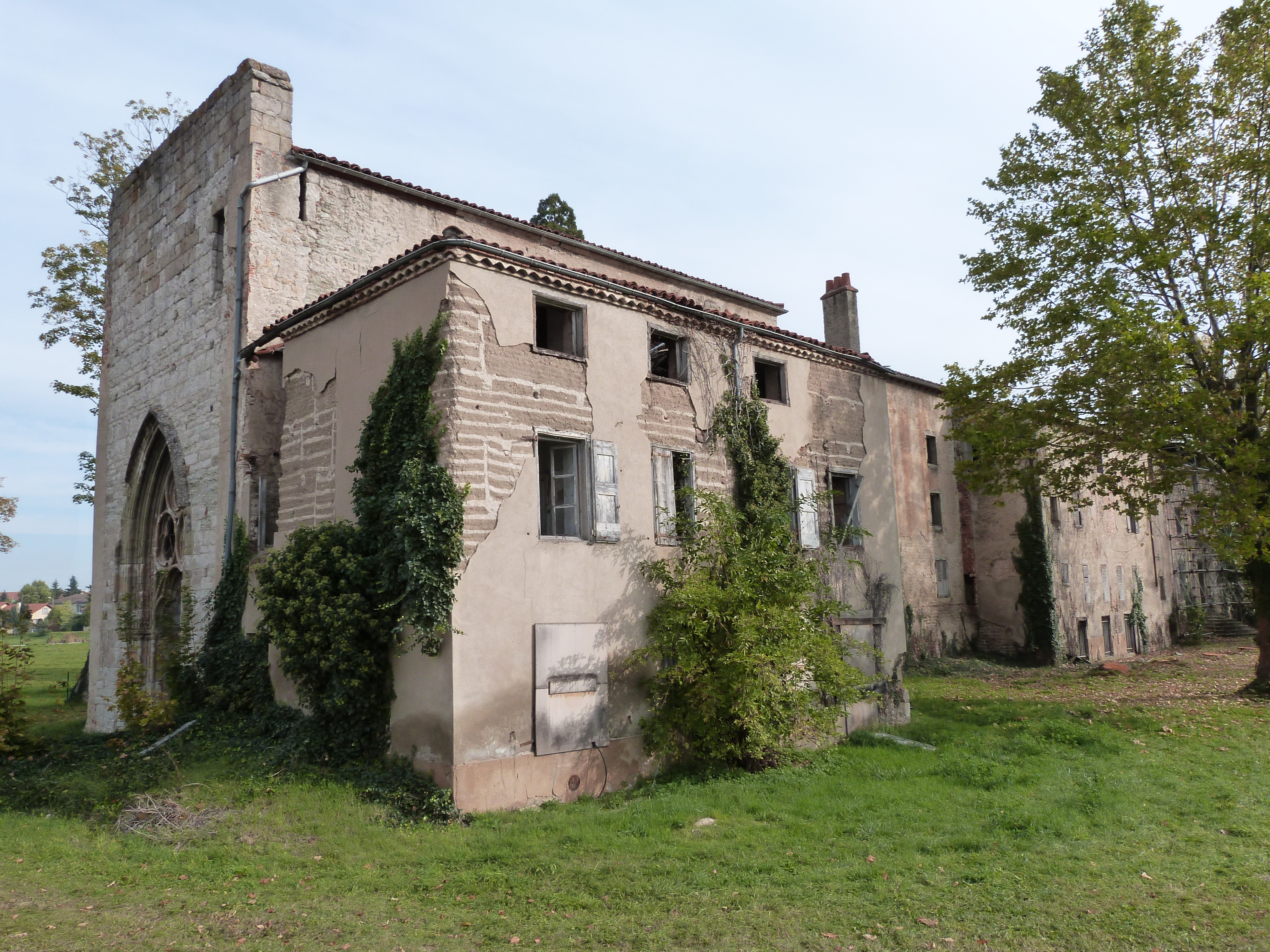
Kaplica i budynek term od strony północnej
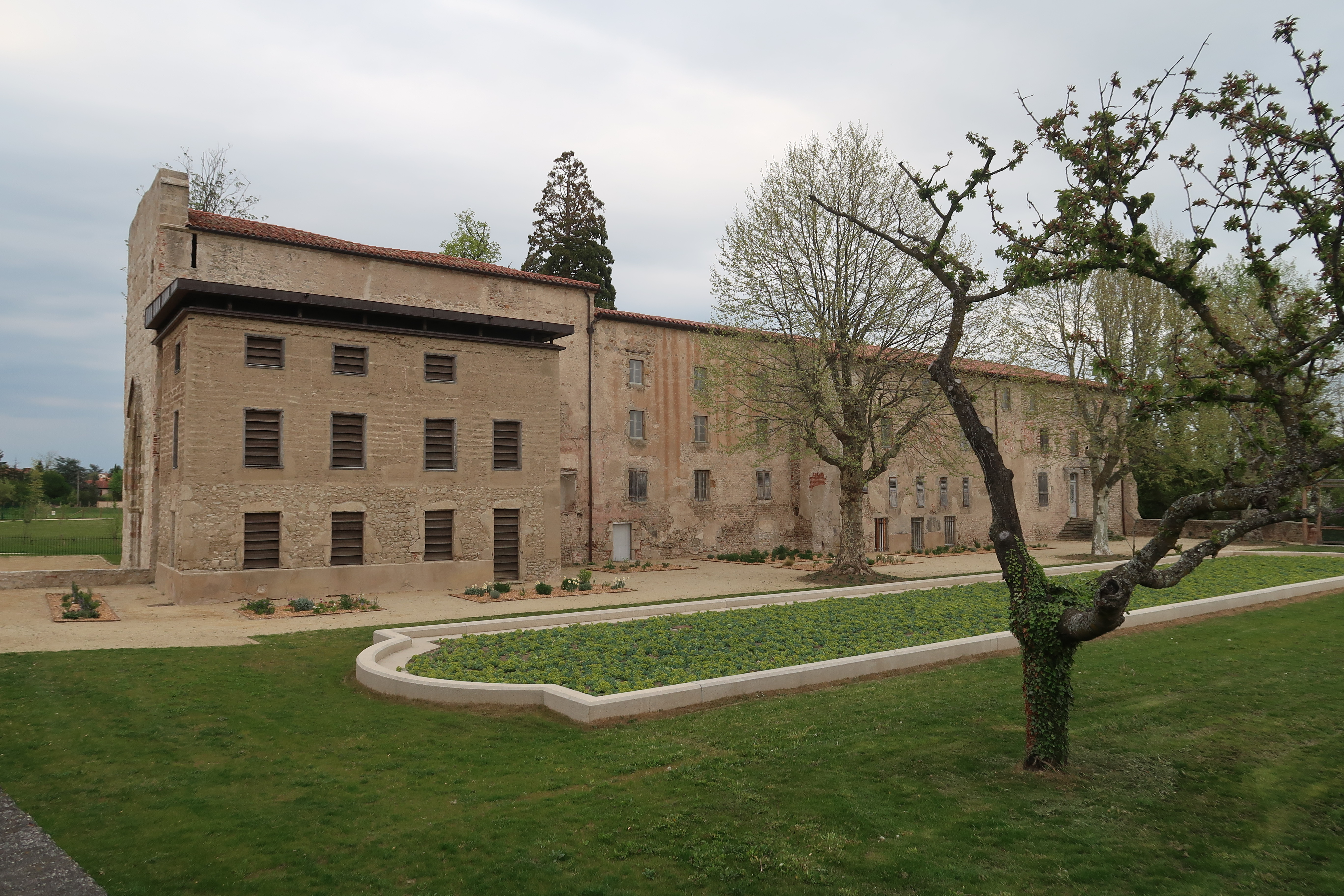
Budynek term